# Crossodactylus gaudichaudii
Crossodactylus gaudichaudii är en groddjursart som beskrevs av Duméril och Gabriel Bibron 1841. Crossodactylus gaudichaudii ingår i släktet Crossodactylus och familjen Hylodidae. IUCN kategoriserar arten globalt som livskraftig. Inga underarter finns listade i Catalogue of Life.